# Нейробіологія

Лобова доля кори головного мозку людини.

Нейробіоло́гія — наука, що вивчає будову, функціонування, розвиток, генетику, біохімію, фізіологію, і патологію нервової системи. Вивчення поведінки є також розділом нейробіології. 
Вивчення людського мозку є міждисциплінарною наукою і включає багато рівнів вивчення, від молекулярного до клітинного рівня (окремі нейрони), від рівня відносно невеликих об'єднань нейронів, до великих систем таких як кора головного мозку або мозочок, і на найвищому рівні нервової системи в цілому.
Деякими темами нейробіології є:
- діяльність нейротрансмітерів в синапсах;
- як гени сприяють розвитку нервової системи у зародку і протягом життя;
- діяльність щодо простих структур нервової системи;
- структура і функціонування складних нервових ланцюгів — сприйняття, пам'ять, мова.